# Rumex cordatus
Rumex cordatus là một loài thực vật có hoa trong họ Rau răm. Loài này được Poir. miêu tả khoa học đầu tiên.